# Lettera di Barnaba
La Lettera di Barnaba (gr. Βαρνάβα Ἐπιστολή, o Lettera di Pseudo-Barnaba o Epistola di Barnaba) è una lettera anonima inclusa nella letteratura subapostolica. Fu composta in greco koinè tra il 70 e il 132. Fu inizialmente attribuita a Barnaba, collaboratore di San Paolo, ma dagli studiosi moderni è considerata opera di uno scrittore sconosciuto, da cui viene il titolo. La datazione, come il luogo di composizione della Lettera, sono incerti.

## Reputazione nei primi secoli
La supposta origine apostolica dell'opera era per alcuni cristiani motivo per assegnarle un'autorità simile a quella accordata ai libri neotestamentari; ma quando si fissò il canone del Nuovo Testamento, essa ne è rimasta esclusa, però a differenza degli apocrifi, essa appartiene alla cosiddetta letteratura subapostolica, testi della fine del I secolo e dell'inizio del II secolo, quali la Didaché, la Lettera di Clemente, le Lettere di Ignazio e il Pastore di Erma, che godettero di una notevole fortuna al punto che alcuni di essi sono contenuti, inseriti immediatamente dopo i libri canonici, in antichi manoscritti della Bibbia, per esempio nel Codex Alexandrinus e nel Codex Hierosolymitanus.

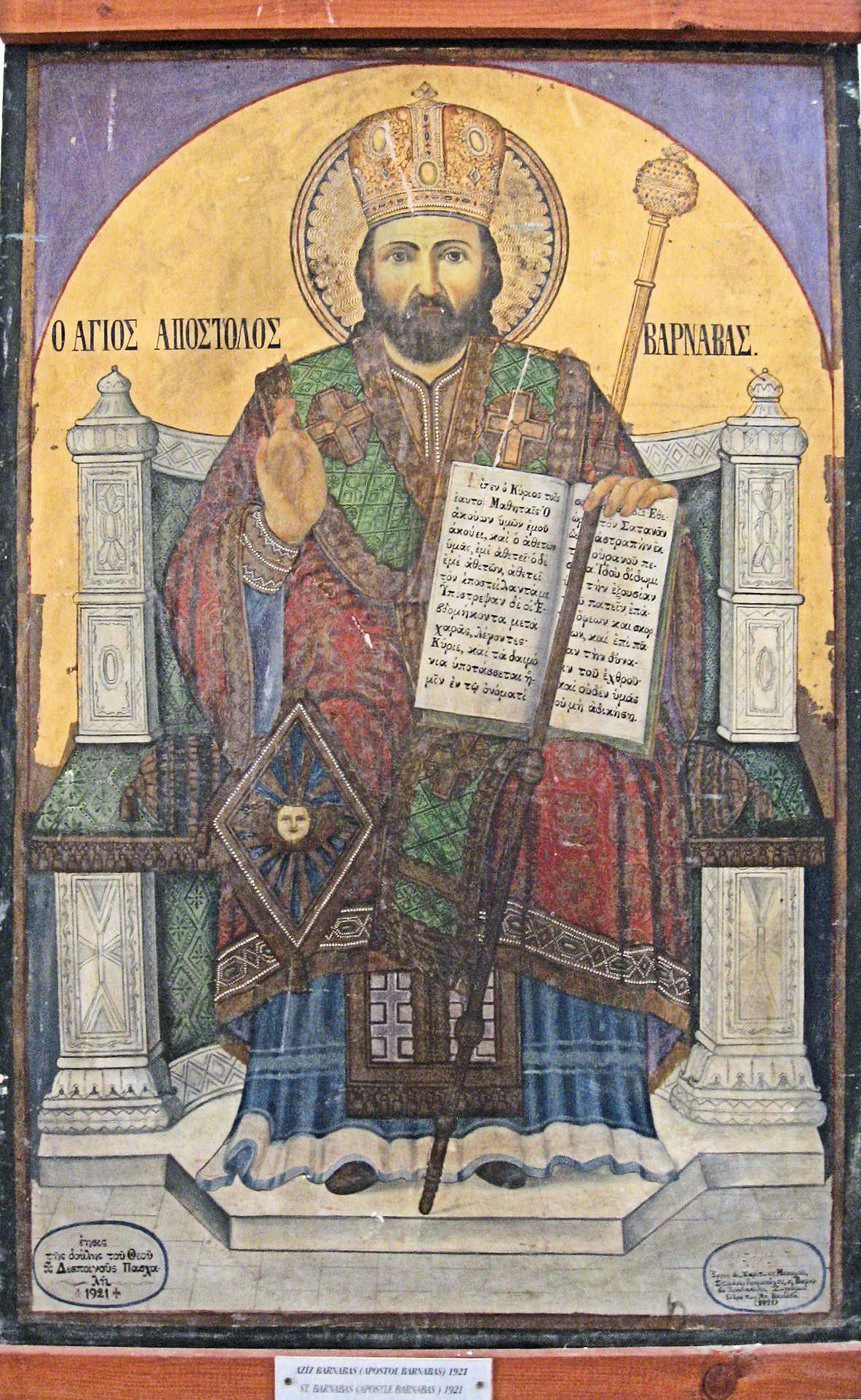
Icona di Barnaba, a cui venne inizialmente attribuita la Lettera, che tiene il vangelo di Luca 10,16–19 (Museo del Monastero di Barnaba, Famagosta, Cipro)

Clemente di Alessandria, nel citare la Lettera di Pseudo-Barnaba, adopera frasi quali "Dice l'apostolo Barnaba".
Origene ne parla come "la lettera cattolica di Barnaba", denominazione da lui per primo usata per le sette lettere cattoliche del Nuovo Testamento, che differiscono dalle lettere paoline nel non essere dirette ad una specifica chiesa o una specifica persona.
L'inclusione dell'opera quasi come parte del Nuovo Testamento nel Codex Sinaiticus testimonia l'alta stima e lo status quasi canonico di cui godeva, ed è prova della sua popolarità e della sua utilità, ma non necessariamente della sua canonicità.
Nel Codex Claromontanus del VI secolo si trova un catalogo (datato di due o tre secoli prima) di libri biblici insieme ai quali sono menzionati, con indicazione di incertezza della canonicità, i libri Epistola di Barnaba, Pastore di Erma, Atti di Paolo e Apocalisse di Pietro.
Un simile catalogo, che si trova come appendice nella Cronografia di Niceforo I di Costantinopoli (758 circa–828), descrive come "contestate" le quattro opere neotestamentarie Lettera di Pseudo-Barnaba, Apocalisse di Giovanni, Apocalisse di Pietro e Vangelo degli Ebrei, ma allo stesso tempo le distingue dai sette elencati "apocrifi del Nuovo Testamento".

## Trasmissione

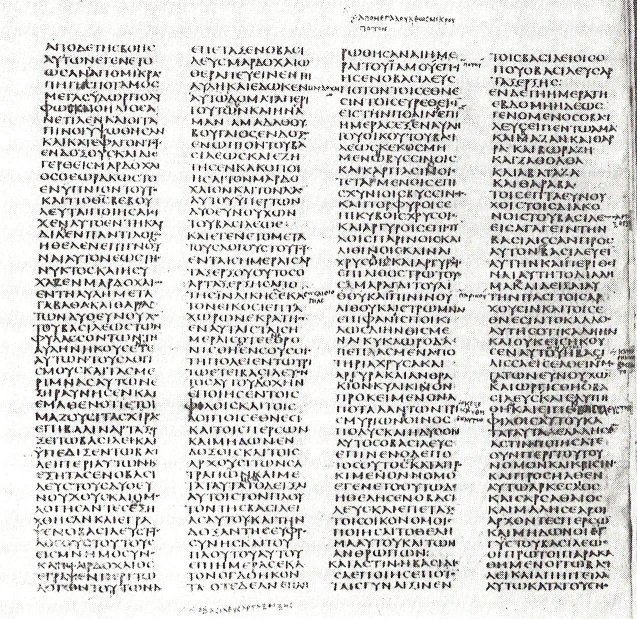
Il Codex Sinaiticus che qui riporta una parte del libro biblico di Ester. Il testo della Lettera di Barnaba si inizia a quaderno 91, folio 2r, col. 2.

Il testo della Lettera di Barnaba è conservato nel Codex Sinaiticus del IV secolo, che fu ritrovato da Konstantin von Tischendorf tra il 1844 e il 1859 nel monastero di Santa Caterina nel Sinai. Questo manoscritto contiene i libri dell'Antico Testamento (con i deuterocanonici) e del Nuovo Testamento, immediatamente dopo i quali mette la Lettera di Barnaba e il Pastore di Erma.
La Lettera di Barnaba è contenuta anche nel Codex Hierosolymitanus del 1056, scoperto nel 1873 dal metropolita ortodosso Philotheos Bryennios nella biblioteca del convento del Santo Sepolcro di Costantinopoli e conservato oggi presso il Patriarcato di Gerusalemme. In questo codice, che non contiene libri canonici, si trovano pure la Didaché, la Lettera di Clemente, la Lettera di Pseudo-Clemente e la recensione lunga delle Lettere di Ignazio.
La maggior parte del testo della Lettera di Pseudo-Barnaba è conservata anche in una famiglia di una decina di manoscritti, della quale il capo stipite è il Codex Vaticanus Graecus 859. In questi i capitoli 1:1–9:2 della Lettera di Policarpo ai Filippesi sono seguiti dai capitoli 5:7b−21:9 della Lettera di Pseudo-Barnaba senza alcuna indicazione della rottura di continuità. L'archetipo dev'essere stato copiato da un manoscritto in cui mancavano i fogli contenenti la fine di Policarpo e l'inizio di Barnaba.
Il Codex Corbeiensis del IX secolo, chiamato pure Codex Petropolitanus Lat. Q.v. I.n.38/39, reca una versione latina (senza gli ultimi capitoli 18–21), versione fatta, al più tardi, forse alla fine del IV secolo. In generale, questo testo rende l'originale greco abbastanza letteralmente, ma a volte è più breve e, in quei luoghi dove differisce dal testo dei due codici che contengono il testo completo (di solito concordi l'uno con l'altro), spesso coincide con quella famiglia di manoscritti nei quali mancano i primi capitoli.
Inoltre il Papiro 757, del III o IV secolo, contiene i versetti 9,1–6, e un manoscritto in siriaco del XIII secolo contiene tre versetti isolati. Esistono pure citazioni dell'opera negli scritti di Clemente Alessandrino, Origene, Didimo il Cieco e Girolamo.

## Datazione
Secondo Reidar Hvalvik, l'unica certezza concernente la data di composizione della Lettera di Pseudo-Barnaba è che appartiene al periodo tra il 70 (anno della distruzione di Gerusalemme e del suo tempio) e l'ultima parte del II secolo (quando Clemente Alessandrino la cita); e si tende sempre più a dichiarare impossibile essere più precisi. "Nessuna datazione precisa è possibile: orientativamente lo scritto fu prodotto tra la fine del I e l'inizio del II secolo". I tentativi di assegnare una data più esatta sono solo congetture.
Riferendosi ad Isaia 49,17, i versetti 16,3-4 della Lettera dichiarano: "[Il Signore] dice: 'Ecco quelli che hanno distrutto questo tempio, essi lo edificheranno'. E si avvera. Durante la loro guerra fu distrutto dai nemici. Ora gli stessi servitori dei nemici lo riedificheranno". Hvalvik riferisce questo alla distruzione del Secondo Tempio di Gerusalemme dai romani nel 70 e ad una speranza di vederlo ricostruire dagli stessi romani, speranza vigente prima dello scoppio della terza guerra giudaica (132–135). LˊEnciclopedia Britannica assegna 130 come ultimo anno possibile ("l'opera può essere di una data così tardiva come 130") e indica come data effettiva "circa 100". L'edizione 1911 della stessa pubblicazione optava fortemente per il principato di Vespasiano (70–79), poco dopo che la Catholic Encyclopedia aveva espresso una preferenza per 130−131 nel contributo di Paulin Ladeuze e per 96−98 in quello di John Bertram Peterson. In effetti non esiste alcun consenso fra gli studiosi su una data più precisa dentro i limiti indicati dalla relazione che la Lettera avrebbe con il tempio di Gerusalemme.
Nel 1966, William H. Shea affermò che la datazione 100–132 trova maggior supporto fra gli studiosi, inclusi "autorità" come Konstantin von Tischendorf (1815–1874), Adolf von Harnack (1851–1930) e Edgar J. Goodspeed (1871–1962). Nel 2013, Abel Mordechai Bibliowicz disse che la maggior parte degli studiosi sostiene una datazione anteriore alla fine del primo secolo.
Helmut Koester affermò nel 1995 che nessun libro del Nuovo Testamento si trova citato né esplicitamente né tacitamente nella Lettera di Pseudo-Barnaba, da lui considerata anteriore al Vangelo secondo Matteo: "Non si può dimostrare che [l'autore] abbia conosciuto ed usato i vangeli del Nuovo Testamento. Al contrario, ciò che Barnaba presenta qui proviene dalla 'scuola degli evangelisti'. Si vede perciò come le primissime comunità cristiane dedicavano particolare attenzione all'esplorazione delle Scritture al fine di comprendere e di raccontare la passione di Gesù. Barnaba rappresenta ancora la tappa iniziale del processo che seguitò nel Vangelo di Pietro, poi nel Vangelo secondo Matteo, e fu completato in Giustino martire.
Anche secondo Jay Curry Treat, mancano nella Lettera citazioni del Nuovo Testamento, con la possibile eccezione di un riferimento alla frase "molti i chiamati, pochi gli eletti" del Vangelo secondo Matteo 22,14, e perciò non risulta con certezza che l'autore abbia conosciuto alcun vangelo scritto; pare più probabile invece che la Lettera sia uno dei componenti di quella tradizione dalla quale attinsero i vangeli scritti.
Di avviso contrario è Everett Ferguson, secondo il quale ciò che al 16,3–5 viene detto della ricostruzione del tempio riguarda il tempio spirituale del cuore dei credenti non giudei. Sulla data di composizione dice: "Di solito viene assegnata al 130−135, sebbene gli ultimi anni 70 sono stati proposti da alcuni e il periodo 96−98 è una possibilità".
Anche Mirosław Mejzner sostiene che, mentre il terminus post quem dell'opera è indicato dalla distruzione del tempio materiale di Gerusalemme nel 70, della ricostruzione del tempio "l'interpretazione spirituale sembra essere la più logica e concorda con il pensiero di tutto il cap. XVI. Il nuovo tempio di Dio è il cuore dei cristiani. Le parole 'gli stessi servitori dei nemici lo ricostruiranno' possono indicare, in tal senso, la più comune categoria sociale dei pagano-cristiani".
La rivista La Torre di Guardia dei Testimoni di Geova (che affermano che non risulta che i cristiani abbiano usato la croce nel culto prima del IV secolo, quando Costantino I la promosse come simbolo del cristianesimo apostata) ha attribuito al libro di Henry Dana Ward, History of the cross: the pagan origin, and idolatrous adoption and worship, of the image (Nisbet, Londra, 1871), l'affermazione che la Lettera di Pseudo-Barnaba fu scritta dopo l'adozione della croce come simbolo della cristianità.

## Luogo di composizione
È incerta non solo la data di composizione della Lettera di Pseudo-Barnaba, ma anche la provenienza geografica. Secondo Giovanni Magnani, l'uso dell'allegoria fa pensare ad Alessandria d'Egitto. Altri concordano e aggiungono che Clemente Alessandrino fu il primo a farne menzione e che la citano spesso i teologi alessandrini. A giudizio di David Edward Aune, tale ipotesi è confermata dalla menzione nella Lettera di sacerdoti pagani circoncisi. Reidar Hvalvik, José Pablo Martín e James Carleton Paget giudicano includenti gli argomenti presentati a favore sia d'Alessandria sia della Siria-Palestina e dell'Asia Minore.

## Attribuzione
Fra la fine del primo secolo ed il secondo, Clemente Alessandrino e Origene attribuirono il documento a san Barnaba, collaboratore di San Paolo, al cui nome la accostarono anche Eusebio di Cesarea e Didimo il Cieco nel IV secolo. Questa attribuzione è stata giudicata in seguito molto improbabile dalla maggioranza degli studiosi, e il documento è attribuito ad uno scrittore sconosciuto, diverso da Barnaba, come sottolineato dal biblista Giuseppe Ricciotti e lo storico Alberto Pincherle .
Nel 1989, Simon Tugwell ha riproposto l'ipotesi di Barnaba come autore.

## Titolo attribuito
Chi per primo attribuì al documento un nome specifico fu Origene nel III secolo, che nel suo Contra Celsum, I, 63 lo chiamò la Lettera cattolica di Barnaba.
Intorno al 323, Eusebio di Cesarea ne parla nella sua Storia ecclesiastica (III, 25) come ἡ φερομένη Βαρνάβα Ἐπιστολή; l'aggettivo φερομένη è stato tradotto in francese da Émile Grapin con attribuée (attribuita) e in inglese da Christian Frederick Crusé con "called" (detta) ma da Arthur Cushman McGiffert con extant (esistente).
Il titolo di Lettera di Barnaba si ritrova sia nel Codex Sinaiticus del 330-350, che nel Codex Hierosolymitanus 54 del 1056. Un titolo simile appare nel Codex Vaticanus Graecus 859 dell'XI secolo, il quale indica come titolo "Lettera dell'apostolo Barnaba compagno di san Paolo Apostolo". Lo stesso titolo appare nel manoscritto greco Barberini 7, del XV o XVI secolo, derivato da quello vaticano.
Per la Lettera di Barnaba, il passaggio dall'età dei manoscritti a quella delle edizioni stampate fu segnato con la pubblicazione nel 1645 dell'editio princeps, che per titolo dava "Lettera cattolica attribuita a san Barnaba apostolo". Nello stesso XVII secolo seguirono altre sei edizioni con titoli quali Lettera di san Barnaba (1646) e Lettera cattolica di san Barnaba apostolo (1672 e 1685).
Di Giovanni Battista Gallicciolli è apparsa nel 1797 una traduzione italiana sotto il titolo Lettera universale di San Barnaba apostolo. Ancora nel 1847 la descrizione "cattolica" o "universale" faceva parte del titolo adoperato nell'edizione di Eduard de Muralt, "Lettera Apostolica di Barnaba".
Nel 1857 Albert Rudolf Maximilian Dressel, nel suo epocale Patrum Apostolicorum Opera, rigettò l'uso per la Lettera, diretta com'era ad una comunità particolare, di tale aggettivo. che inoltre non le è attribuito in nessuno dei manoscritti esistenti. Dressel mise "Lettera di Barnaba Apostolo" come intestazione del documento nella sola pagina 1: in tutte le altre pagine sia del testo che dei prolegomeni (p. xii) mise sempre "Lettera di Barnaba".
Fino alla pubblicazione del Codex Sinaiticus nel 1862 e del Codex Hierosolymitanus nel 1875, tutte le edizioni erano incomplete, dovendo impiegare per i primi capitoli, che mancavano nei manoscritti allora conosciuti, una antica traduzione latina, che si trova nel Codex Corbeianus. La ristampa dell'opera di Dressel nel 1863 non ne alterò il testo ma aggiunse ai prelegomeni i testi della Lettera di Barnaba e del Pastore di Erma trovati nel Codex Sinaiticus e pubblicati l'anno precedente 1862, e una lista delle differenze fra questi e i correspondenti testi di Dressel. (pp. lxiii-xcvi).
Nel 1865, Alexander Roberts e James Donaldson pubblicarono non una edizione della Lettera ma una traduzione inglese. Secondo essi, il Codex Sinaiticus ha "Epistola di Barnaba" per titolo, mentre Dressel riporta "Epistola di Barnaba l'apostolo" dal manoscritto Vaticano del testo latino; il testo del Codex Sinaiticus è in molte parti corrottissimo; e Origene descrive la Lettera come "cattolica".
Nel 1875 e apparsa l'attesa revisione dell'opera di Dressel a cura di Oscar von Gebhardt, Adolf von Harnack e Theodor Zahn. Questa, come tutte le edizioni posteriori, si riferisce alla Lettera di Barnaba senza mai aggiungere al titolo né "cattolica" né "apostolo". Questo vale anche per l'edizione (con traduzione inglese) 1891 di John Baptist Lightfoot, chiamata ancora nel XXI secolo "il più famoso dei testi in discussione": e di cui una versione rivista e aggiornata fu pubblicata nel 2007.

## Contenuto
La Lettera di Pseudo-Barnaba ha forma meno di lettera (le manca l'indicazione dell'identità del mittente e dei destinatari) che di omelia parenetica o di trattato teologico. Sia nella forma che nel contenuto manifesta spiccate somiglianze con la Lettera agli Ebrei, che Tertulliano attribuì a san Barnaba. Il documento però non è totalmente privo di caratteristiche epistolari, e Reidar Hvalvik sentenzia che è davvero una missiva.
Sulla base della materia trattata, l'opera può essere divisa in due parti. La prima parte (capitoli 1-17) espone una polemica anticultuale, mette in contrapposizione il popolo giudeo e quello cristiano, e presenta il suo insegnamento sull'alleanza, sull'incarnazione del Figlio di Dio, sulla passione e sul battesimo, su Gesù Figlio di Dio e non dell'uomo, sul sabato e sul tempio. La seconda parte (capitoli 18–21) tratta la dottrina delle due vie, tema anche della coeva Didaché.
Nella prima parte l'autore insiste che bisogna interpretare spiritualmente, non letteralmente, i testi veterotestamentari, quali le norme riguardanti i sacrifici (cap. 2), il digiuno (cap. 3), la circoncisione (cap. 9), i cibi proibiti (cap. 10), il sabato (cap. 15), il tempio (cap. 16). Mette al centro la passione di Gesù, causa della remissione dei peccati e spiegazione/compimento delle profezie e delle prefigurazioni dell'Antico Testamento: "Per questo il Signore sopportò di dare la sua carne alla distruzione: perché fossimo santificati con la remissione dei peccati, vale a dire con l'effusione del suo sangue." Prefigurazioni di Gesù e della passione sono da lui individuate nel capro espiatorio (cap. 78), nella giovenca rossa (cap. 8), nella nomina di Giosuè, omonimo di Gesù in greco (cap. 12), nelle braccia di Mosè estese (secondo il testo biblico della Septuaginta, che era "la Bibbia della Chiesa primitiva") durante la battaglia contro Amalek (cap. 12).

## Midrash e gematria
Secondo David Dawson, nella Lettera di Pseudo-Barnaba la scelta delle immagini e degli esempi rende evidente il carattere giudaico della mentalità dell'autore, nonostante la già esistente scissione fra cristiani e giudei – infatti l'inserimento nella liturgia della sinagoga della Birkat Ha Minim avvenne intorno all'85. Ne sono prove la struttura da talmud o da didaché ("insegnamento") in due parti, l'una haggadah e l'altra halakha, e la tecnica allegorica con cui interpreta brani della Septuaginta alla maniera dei midrashim. Applica testi biblici alla situazione del suo tempo in una maniera che ricorda i pesher di Qumran.
L'uso del midrash, interpretazione creativa di testi biblici tipica della letteratura rabbinica, si trova anche nel Nuovo Testamento e in altri scritti dei primi cristiani, i quali l'applicavano nella convinzione che tutta la Scrittura riguarda Gesù. A giudizio di James L. Bailey, l'impiego nei vangeli di testi della Bibbia ebraica è frequentemente di carattere midrascico. Daniel Boyarin lo afferma in relazione con il Prologo del Vangelo secondo Giovanni. Interpretazioni allegoriche di testi veterotestamentari visti come prefigurazioni di Gesù si trovano anche in Giovanni 3,14, Galati 4,21–31 e 1 Pietro . Ancora nei Vangeli secondo Matteo e Luca ci sono passi di tipo midrash nei racconti delle Tentazioni di Gesù e in relazione alla sua nascita.
L'impiego della tecnica del midrash era soggetto a numerose norme ben consolidate che la distinguevano dalla mera inventiva libera, ma alcuni studiosi, non sapendo riconoscere l'uso del midrash in testi quali il Vangelo secondo Matteo, hanno valutato in modo peggiorativo tali testi.
Sono stati espressi simili giudizi negativi anche sull'abbondante uso del midrash nella Lettera di Pseudo-Barnaba.
Nel 1867, Alexander Roberts e James Donaldson la bollò di "numerose inesattezze riguardanti le norme e i riti mosaici" e di "assurde e insignificanti interpretazioni della Scrittura".
L'autore impiega anche un'altra tecnica dell'esegesi giudaica, la gematria, con la quale si attribuiva significato religioso al valore numerico delle lettere e che, se applicata, come nella Lettera di Barnaba, alle lettere greche, è chiamata anche isopsefia. L'Apocalisse di Giovanni accenna a tale tecnica a proposito del numero della bestia.
L'interpretazione del passo biblico Genesi 17,23–27 che appare nel capitolo 9 della Lettera di Pseudo-Barnaba è stata definita un "esempio classico" dell'interpretazione allegorica o midrascica. Nel vedere nel testo veterotestamentario, da lui conosciuto nella versione Septuaginta, che era la Bibbia dei primi cristiani, il numero "ΤΙΗ", numerali greci corrispondenti a "318", è venuto alla mente dell'autore il nome di Gesù (ΙΗΣΟΥΣ), spesso abbreviato come ΙΗ e la forma della lettera Τ gli ricordò quella della croce. La stessa gematria si trova negli scritti di Clemente Alessandrino, e William Barclay notò che, dato che la lettera Τ, che rappresenta il numero 300, ha la stessa forma della croce, dovunque nell'Antico Testamento i Padri della Chiesa incontravano il numero 300, ci vedevano una prefigurazione della croce di Cristo.
Philip Carrington dice: "Barnaba può essere artificiale, irritante e ipercritico; ma sarebbe ingiusto giudicarlo sulla base delle sue dichiarazioni meno felici. La sua interpretazione degli animali e dei pesci impuri era in linea con il pensiero del suo tempo, espresso, per esempio, nella Lettera di Aristea. La sua numerologia pure era una maniera di pensare allora alla moda, anche se rende impaziente lo studioso moderno". Robert A. Kraft osserva che alcuni elementi della materia di cui si è servito il redattore finale della Lettera "certamente sono anteriori all'anno 70 e sono in qualche modo tradizioni atemporali dell'ebraismo ellenistico, come, ad esempio, le allegorie nel cap. 10 riguardanti le norme sui cibi proibiti, e l'insegnamento sulle Due Vie. Si deve a tali elementi gran parte dell'importanza della Lettera per la comprensione da parte nostra del cristianesimo primitivo e di quanto esso ereditò dal tardo giudaismo". E Andrew Louth commenta: "Barnaba suona strano alle orecchie moderne: infatti l'allegoria è fuori moda e nella Lettera c'è poco altro. Ma è di abbastanza recente data la moda di escludere l'allegoria e le mode sono mutevoli".

## Gnosis
Nel capitolo iniziale, la Lettera di Pseudo-Barnaba dichiara di intendere che i destinatari abbiano, oltre alla fede, la perfetta conoscenza.
La conoscenza (in greco, γνῶσις, gnosis) alla quale è dedicata la prima parte (capitoli 1−17) della Lettera è "una γνῶσις di tipo essenzialmente pratica, di carattere piuttosto mistico, che cerca di far intendere il senso più profondo della Scrittura", della quale tale prima parte, di carattere esclusivamente esegetica, fornisce una interpretazione spirituale.
All'inizio (cap. 18,1) della seconda parte, la Lettera dichiara di rivolgere ora l'attenzione ad "un'altra conoscenza" (γνῶσις). Tale diversa gnosis è "la conoscenza della volontà di Dio, l'arte di enumerare e specificare i suoi comandamenti e di applicarli alle situazioni diverse", una gnosis non più esegetica ma di tipo halakhah.
La gnosis della Lettera di Barnaba non la accomuna affatto con lo gnosticismo. Al contrario, dimostra "un atteggiamento implicitamente anti-gnostico": "La gnosis di Barnaba può essere vista come precursore della gnosis di Clemente Alessandrino, il quale distingueva la 'vera' gnosis dalla 'falsamente denominata conoscenza' adottata dagli eretici".

## Critiche alla Lettera di Barnaba
La Catholic Encyclopedia del 1907 osserva che «da un punto di vista letterario» l'epistola di Barnaba non ha alcun merito. Giudica lo stile noioso, espressivamente povero, carente di chiarezza ed eleganza e non corretto. Rileva che le numerose divagazioni in essa contenute, sono da imputare alla debole logica dell'autore che non ha sotto controllo la materia che tratta. Anche il contenuto esegetico della lettera di Barnaba è considerato da alcuni studiosi "bizzarro" ed "assurdo", come per esempio le sue opinioni per arrivare a definire la forma a Τ dello stauros, la croce di Gesù.
La Cyclopædia of Biblical, Theological, and Ecclesiastical Literature di McClintock e Strong (1867) ristampa i commenti di John Kitto, che, a proposito del «tentativo di mostrare che Abramo, nel circoncidere i suoi servitori, aveva un riferimento speciale a Cristo e alla sua crocifissione», afferma nella sua Cyclopædia of Biblical Literature del 1843: «Evidentemente lo scrittore non era a conoscenza delle Scritture Ebraiche e ha anche commesso l'errore di supporre che Abramo avesse familiarità con l'alfabeto greco alcuni secoli prima che esso esistesse». La rivista Svegliatevi! dei Testimoni di Geova riportando la dichiarazione di un traduttore della lettera in inglese, in effetti quella della Ante-Nicene Christian Library (1867), ripresa poi nell'opera Ante-Nicene Fathers (1885), che la lettera contiene «numerose inesattezze» e «interpretazioni delle Scritture assurde e insignificanti», e «che il suo scrittore si concede molte sciocchezze nel voler dimostrare una sorta di conoscenza superiore».

### Giudizi sull'antigiudaismo della lettera
La Lettera è criticata da diversi studiosi che sostengono sia chiaramente antisemita e che insieme ad alcune altre opere dei Padri della Chiesa sia alla base delle radici dell'antisemitismo fra i cristiani. Bart Ehrman la bollò come «la più antigiudaica di qualsiasi cosa mai entrata nel Nuovo Testamento», e l'Enciclopedia Britannica qualifica l'autore come «molto antigiudaico» e convinto che l'Antico Testamento non potesse essere compreso dai giudei. Nel capitolo 16 della lettera, i giudei sono definiti «miserabili» ed «erranti nell'errore», e il dott. William H. Shea, membro del Biblical Research Institute avventista, che dedica in una sua opera un paragrafo all'anti-giudaismo della lettera di Barnaba è convinto che la lettera contiene diversi errori anche basati sul pregiudizio antigiudaico dell'autore come per esempio quello che arriva a negare «che Dio abbia mai avuto un patto con Israele dopo che fu rotto dall'idolatria al Monte Sinai».
Queste critiche sono mitigate da, per esempio, Abel Mordechai Bibliowicz, ricercatore indipendente citato in alcune opere di accademici, il quale fa notare che gli attacchi della Lettera di Barnaba sono diretti non contro i giudei, ma contro i cristiani giudaizzanti La stessa interpretazione si trova già nella Jewish Encyclopedia del 1906, secondo cui unicamente il conflitto interno fra seguaci di Paolo e i giudeocristiani può spiegare le caratteristiche peculiari del documento, rilevando «che il suo scrittore sembra essere stato un ebreo convertito, il cui zelo fanatico lo ha reso un acerrimo oppositore dell'ebraismo all'interno della Chiesa cristiana».